# Gare d'Andrézieux
La gare d'Andrézieux est une gare ferroviaire française de la ligne de Clermont-Ferrand à Saint-Just-sur-Loire, située sur la commune d'Andrézieux-Bouthéon, dans le département de la Loire, en région Auvergne-Rhône-Alpes. 
Au début des années 2010, c'est une halte voyageurs de la Société nationale des chemins de fer français (SNCF) desservie par des trains TER Auvergne-Rhône-Alpes qui effectuent des missions entre Clermont-Ferrand et Saint-Étienne-Châteaucreux.

## Situation ferroviaire
Établie à 379 mètres d'altitude, la gare d'Andrézieux est située au point kilométrique (PK) 129,581 de la ligne de Clermont-Ferrand à Saint-Just-sur-Loire, entre les gares voyageurs ouvertes de Bonson et de Saint-Étienne-Châteaucreux. La gare possède un unique quai latéral d'une longueur de 210 m.

## Histoire

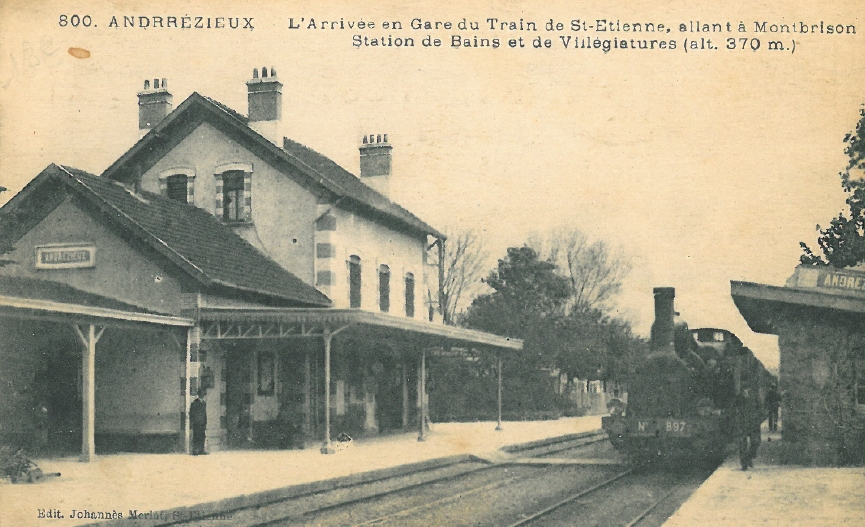
La gare, au début du XXe siècle

- 2 mai 1827, ouverture de la gare d'Andrézieux Port par la Compagnie du chemin de fer de Saint-Étienne à la Loire, terminus de la première ligne de chemin de fer en France et en Europe continentale, de Saint-Étienne à Andrézieux.
- 15 juin 1864, fermeture au trafic voyageur de la gare d'Andrézieux Port et ouverture de la gare d'Andrézieux actuelle par la Compagnie des chemins de fer de Paris à Lyon et à la Méditerranée.
- 1980, fermeture au trafic marchandise de la gare d'Andrézieux Port.

En 2021, la gare a une fréquentation de 21 399 voyageurs.

## Service des voyageurs

### Accueil
Halte SNCF, c'est un point d'arrêt non géré (PANG) à entrée libre.

### Desserte
Andrézieux est desservie par des trains TER Auvergne-Rhône-Alpes qui effectuent des relations entre Clermont-Ferrand et Saint-Étienne-Châteaucreux.

### Intermodalité
Un parc pour les vélos et un parking pour les véhicules y sont aménagés.
La gare est desservie par la ligne 37 du réseau STAS .